# 赫耳墨斯航空
赫耳墨斯航空（英語：Hermes Aviation，營運以flyhermes.com為商標）是一家已結束營運，總部位於馬耳他國際機場的航空公司，營運定期和非定期航班。

## 歷史
赫耳墨斯航空在2014年成立，在5月31日接收首架飛機波音737-400，飛機之前的使用者是藍景航空。之後在夏天把飛機外租給米斯特拉爾航空來營運往西班牙和希臘的季節性航班。公司第一個定期航班是2014年12月15日，但在2015年1月因航空公司的空運執照被吊銷而停止營運。

## 機隊

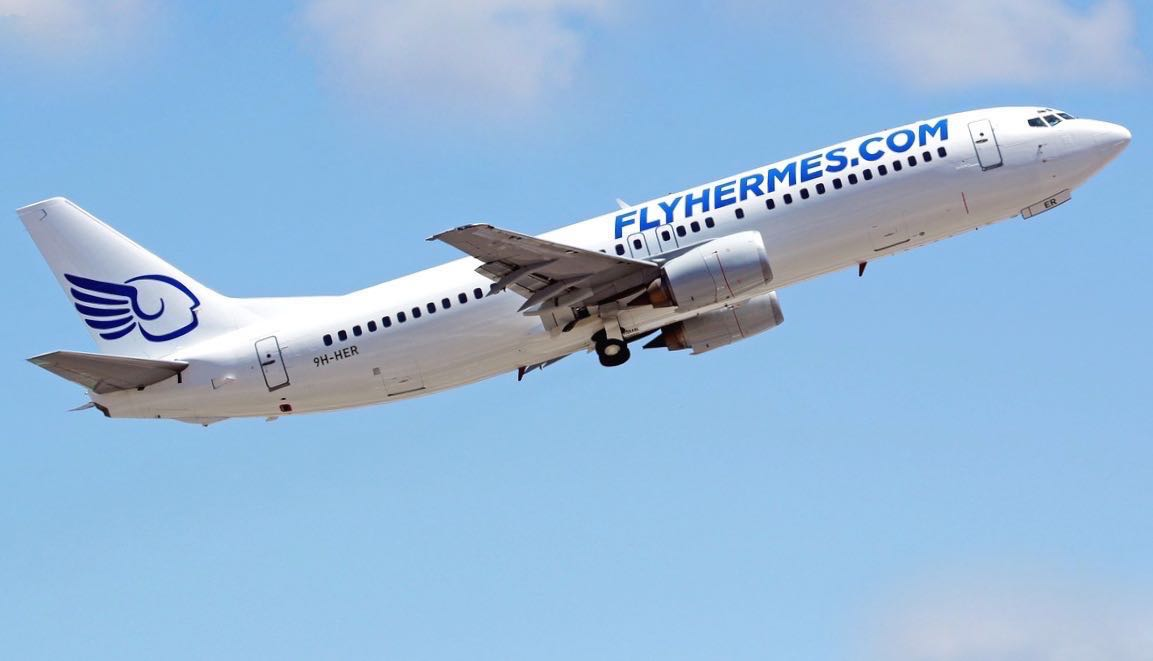
赫耳墨斯航空的波音737-400

在結業前，赫耳墨斯航空機隊如下：